# Borovice u Svatavy
 Borovice u Svatavy je památný strom, který se nachází pod Medvědím vrchem, na levém břehu řeky Svatava proti vesnici Luh nad Svatavou v okrese Sokolov v Karlovarském kraji. Borovice lesní (Pinus sylvestris) má mohutný válcovitý kmen, který téměř neztrácí směrem vzhůru na síle, koruna je řídká a v horní části vychýlená. Strom má měřený obvod 314 cm, výšku 38,5 m (měření 2008). Za památný byl vyhlášen v roce 1984 jako strom významný vzrůstem (nejvyšší památná borovice v ČR). Je zároveň uveden na seznamu významných stromů Lesů České republiky.

## Stromy v okolí
- Borovice u Hartenberku
- Smrk pod Hartenberkem
- Buky u černé kapličky
- Stříbrný javor v Husových sadech